# Euphorbia retrospina
Euphorbia retrospina Rauh & Gerold es una especie de fanerógama perteneciente a la familia de las euforbiáceas. Es nativa de Madagascar en la Provincia de Toliara.

## Hábitat
Su hábitat natural son los bosques secos tropicales o subtropicales. Está amenazada por la pérdida de hábitat. Conocida sólo de las montañas de Angavo, área de Antanimora, el sudoeste de Madagascar.

## Descripción
Se trata de una rara planta suculenta con tallo espinoso con las inflorescencias en ciatios.

## Taxonomía
Euphorbia retrospina fue descrita por Rauh & Gerold y publicado en Succulentes (France) 23(4): 3, pl. 2000.
Etimología
Euphorbia: nombre genérico que deriva del médico griego del rey Juba II de Mauritania (52 a 50 a. C. - 23), Euphorbus, en su honor – o en alusión a su gran vientre –  ya que usaba médicamente Euphorbia resinifera. En 1753 Carlos Linneo asignó el nombre a todo el género.
retrospina: epíteto latino